# Ancistrus cirrhosus
Az Ancistrus cirrhosus a sugarasúszójú halak (Actinopterygii) osztályának harcsaalakúak (Siluriformes) rendjébe, ezen belül a tepsifejűharcsa-félék (Loricariidae) családjába tartozó faj.
Az Ancistrus csontoshal-nem típusfaja.

## Előfordulása
Az Ancistrus cirrhosus előfordulási területe Dél-Amerikában, a Paraná folyó medencéjében van.

## Megjelenése
Ez a hal legfeljebb 8,9 centiméter hosszú. Fején nyúlványok láthatók.

## Életmódja
Ez a tepsifejűharcsa egyaránt kedveli a zavaros, törmelékes vizet és a lassú folyású tiszta vizet is. Amint a nemének a neve is mutatja, az Ancistrus cirrhosus algákkal táplálkozik.

## Képek

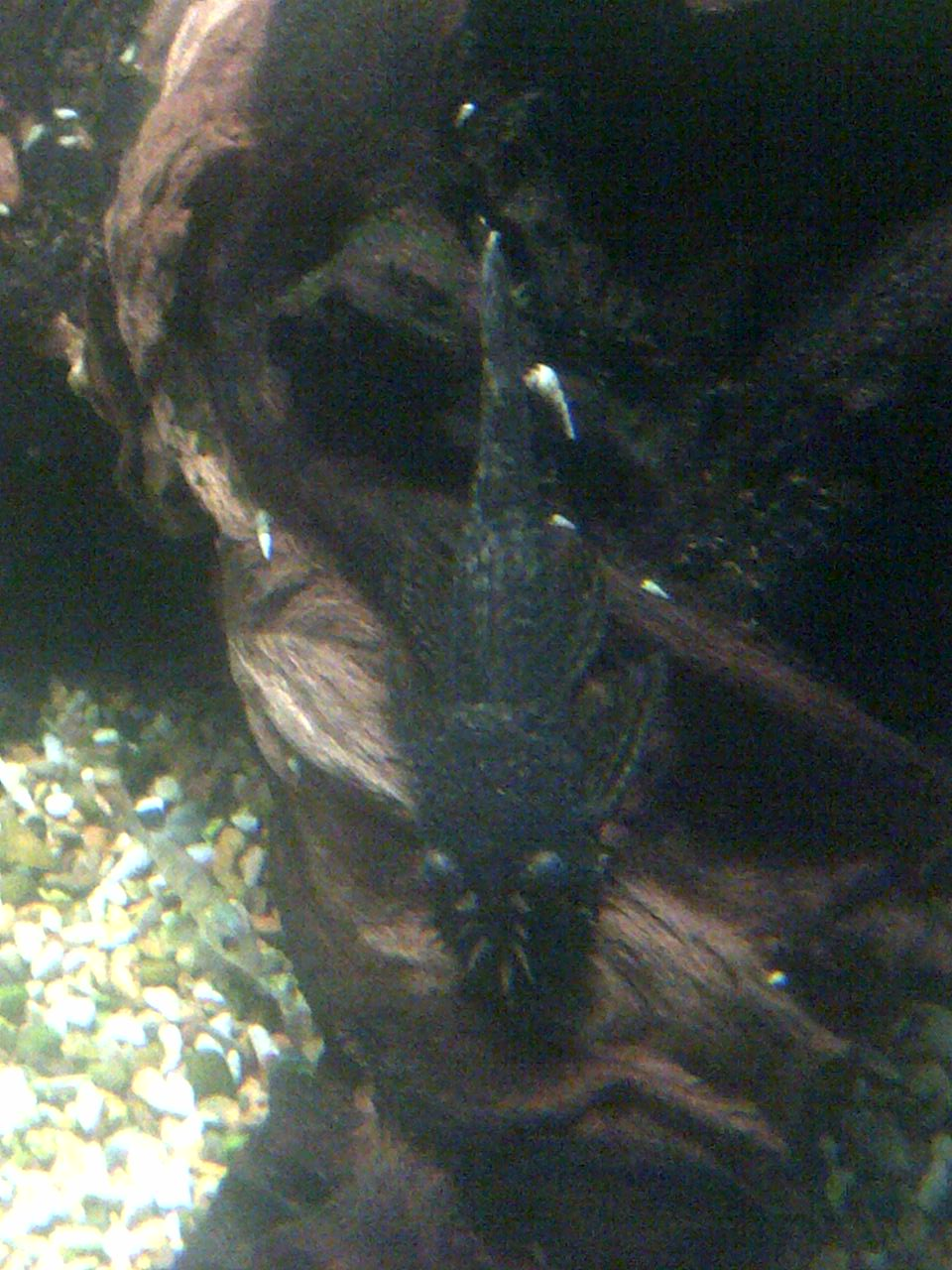
akváriumban
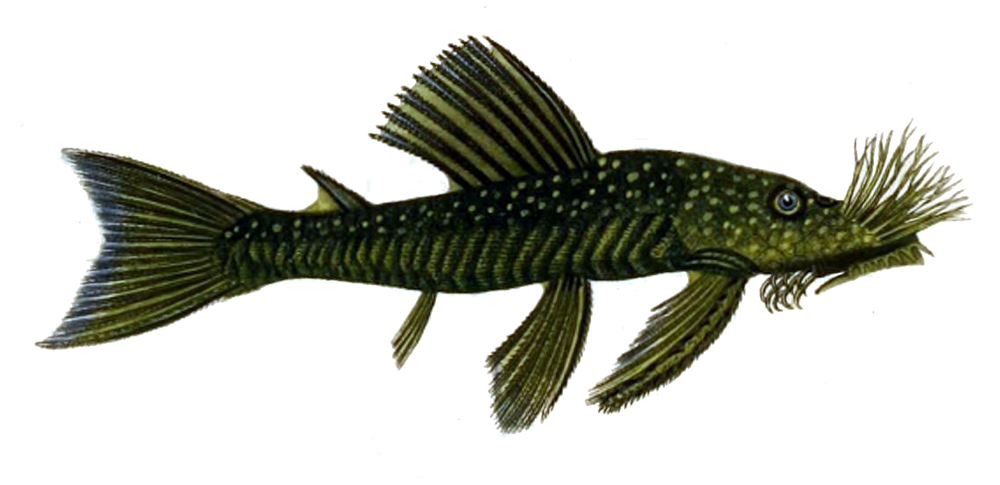
rajz a halról